# Клан Бойд

Емблема (хрест) клану Бойд.

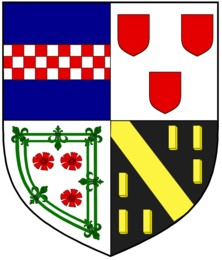
Герб вождів клану Бойд.

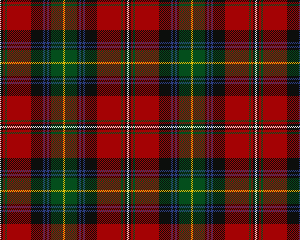
Тартан клану Бойд.

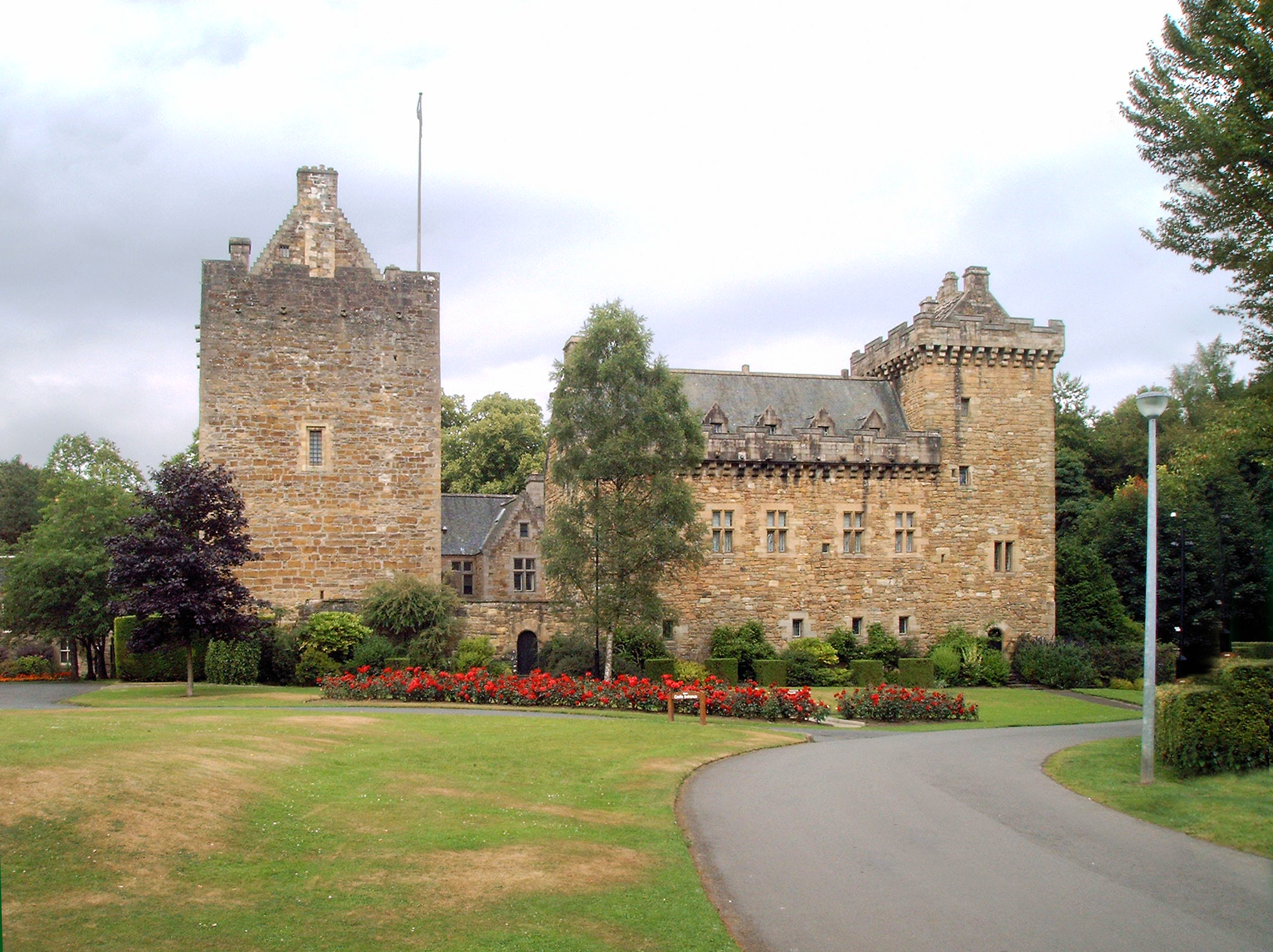
Замок Дін — основна резиденція клану Бойд.

Бойд (англ. Boyd, шотл. гел. Buidhe, гельська назва: клан Буйде) — старовинний шляхетський рід і один з наймогутніших кланів Шотландії. Клан практично завжди боровся за незалежність Шотландії, так, Бойд боролися під знаменами короля Александра III проти норвежців, Вільяма Воллеса і Роберта Брюса проти англійців.
Титул лорд Бойд (або лорд Кілмарнок, за іменем місцевості, де розташовувався родовий замок Бойд) вперше з'явився 1454 року, за часів правління короля Шотландії Якова II. Після того, як Бойд у громадянській війні в Шотландії під час Англійської революції XVII століття підтримали короля Карла I, 10-му лордові Бойду був подарований титул 1-го графа Бойда (Кілмарнок).

## Історія клану

### Походження клану Бойд
Засновником клану вважається Симон Фіц-Алан, син Алана Фіц-Флаальда, шляхтич-бретонець з числа воїнів, які прибули, за легендою, в Англію разом з Вільгельмом Завойовником.
Ця теорія заперечується деякими шотландськими істориками та спеціалістами з генеалогії — зокрема Андерсонами — вони висловлюють сумнів, що норманські феодали чи бретонські лицарі могли взяти чисто гельську назву клану. Назва глану має кельтське (гельське) походження — походить від слова буйд (гельск. — buidh), що означає «справедливий», а також означає «жовтий». Андерсон вважає, що клан Бойд був васалом норманських феодалів де Морвілль і жили на їх землях біля Ларг та Ірвін. У 1205 році Роберт де Бойд був свідком у договорі між лордом Еглінтоном та бургом Ірвіном. Роберт де Бойт згадується у списках шляхтичів Шотландії, до присягнули англійському королю Едварду І і пообіцяли платити йому данину у 1296 році.

### XIV століття— війна за незалежність Шотландії
Єдиний син Роберта, Роберт Бойд, був одним з перших шляхтичів Шотландії, що стали на бік Роберта Брюса після поразки і страти Вільяма Воллеса — борця за свободу Шотландії. У травні 1307 року він разом очолюючи свій клан брав участь у битві при Лаудон-Хіллі, а 1314 року був одним із ватажків шотландців у битві при Беннокберні. У нагороду за проявлену в бою сміливість Роберт Бойд отримав великі володіння в Кілмарноці, землі в Бондінгтоні і Хартчоу (були конфісковані у Балліолей), землі в Кілбрайді і Арднелі (були конфісковані у Годфрі де Роса) і, нарешті, всі землі, що раніше належали де Морвілям.

### XV століття
Король Шотландії Яків II подарував вождю клану Бойд титул лорд Бойд Кілмарнок. Після смерті короля Якова II Перший лорд Бойд був призначений регентом молодого короля Якова III. Молодший брат I лорда Бойд був призначений військовим наставником короля. Син лорда Бойд — Томас одружився з княжною Мері ,сестрою короля і йому був присвоєний титул граф Арран. Успіх клану приніс крім почестей заздрість і виникло багато ворогів клану. Виникла змова шотландської аристократії та вождів кланів направлена проти клану Бойд. У 1469 році вождь клану Бойд та його син Томас були викликані на суд короля і парламенту щоб відповісти на звинувачення висунуті проти них. Лорд Бойд зрозумів, що його хочуть вбити і втік до Англії, а його брат Олександр був звинувачений у державній зраді і страчений. Син вождя клану Томас — граф Арран був в той час за кордоном у справах. Довідавшись про події він пішов у вигнання, але був гостинно прийнятий у багатьох королівських родинах Європи.

### XVI століття
Клан Бойд повернув собі королівську милість, коли Роберт Бойд, нащадок І лорда Бойд отримав підтвердження всіх своїх титулів та прав від Марії Стюарт, королеви шотландської. Після втечі королеви Марії з замку Лохлевен клан Бойд і лорд Бойд першими приєднались до еї і воювали на боці королеви в битві під Лангсайд. Лорд Бойд неодноразово здійснював візити до королеви Марії Стюарт коли вона перебувала в Англійському полоні. Лорд Бойд помер у 1590 році.

### XVII століття
Під час «Війни трьох королівств» клан Бойд став на бік роялістів. За це клан Бойд був нагороджений після  реставрації монархії в Британії у 1660 році, коли Вільяму — лорду Бойд був подарований титул граф Кілмарнок.

### XVIII століття
III лорд Бойд не підтримав повстання якобітів у 1715 році і командував полком Ейршір, що був на боці британського уряду. Проте IV лорд Бойд виступив на стороні якобітів — борців за свободу Шотландії у 1745 році і затято боровся на стороні Чарльза Едварда Стюарта в битві під Куллоден у 1746 році, після того як лорду Бойд було присвоєно звання генерала і введено до складу Таємної Ради. Він потрапив в англійський полон під час цієї битви і був привезений в Тауер — в Лондон. Там йому відтяли голову на Тауер Хілл 18 серпня 1746 року. Всі звання і титули клану Бойд були анульовані. Але його старшому синові Джеймсу вдалося добитися титулу граф Еррол, він змінив своє прізвище на Гей (Hay).

### Сучасна історія клану Бойд
XXII граф Еррол помер у Кенії у 1941 році. Його дочка має право на титул графині Еррол і титул вождя клану Гей, але не має право на володіння землями Кілмарнок, якими могли володіти тільки чоловіки. Тому брат XXII графа (ерла) Еррол відновив своє право на землі Кілмарнок, назву клану Бойд і титул вождя клану Бойд.

## Замки клану Бойд
- Замок Дін (Dean Castle).
- Замок Бедлі (Bedlay Castle) — був проданий у 1642 році клану Робертсон.
- Замок Бродік (Brodick Castle).
- Замок Каллендар (Callendar House).
- Замок Слайнс (Slains Castle).
- Замок Лоу (Law Castle).
- Замок Малий Кумре (Little Cumbrae Castle).
- Замок Пенкілл (Penkill Castle).
- Замок Піткон (Pitcon Castle).
- Замок Траббох (Trabboch Castle).